# Sächsische Landesmedienanstalt
Die Sächsische Landesmedienanstalt (SLM), vormals Sächsische Landesanstalt für privaten Rundfunk und neue Medien (SLM), ist für die Schaffung von Rahmenbedingungen zur Entwicklung und Förderung des privatwirtschaftlichen Rundfunks zuständig. Hauptaufgabe ist die Zulassung, Beaufsichtigung und Beratung privater Hörfunk- und Fernsehveranstalter in Sachsen. Die SLM wacht über die Einhaltung gesetzlicher Bestimmungen – hierzu gehören z. B. die Sicherung der Meinungsvielfalt, der Jugendmedienschutz sowie die Einhaltung der Programmgrundsätze und Werberegelungen. Die Sächsische Landesmedienanstalt wurde 1991 in Dresden gegründet und arbeitet auf der Grundlage des Sächsischen Privatrundfunkgesetzes (SächsPRG). Ihr Sitz befindet sich seit 2004 in Leipzig.
Die SLM ist Mitglied der Arbeitsgemeinschaft der Landesmedienanstalten (die medienanstalten). 

## Aufgaben
Rundfunk ist in Deutschland laut Grundgesetz Ländersache. Dies gilt auch für die Aufsicht über den Rundfunk. In Deutschland gibt es das duale Rundfunksystem mit öffentlich-rechtlichen Rundfunkprogrammen und privaten Fernseh- und Radiosendern. Die 14 Landesmedienanstalten in Deutschland sind ausschließlich für die privaten Radio- und Fernsehveranstalter Ansprechpartner. Mit Inkrafttreten des Medienstaatsvertrag (MStV) haben sie zudem auch die Zuständigkeiten für Benutzeroberflächen, Medienplattformen und Medienintermediäre erhalten.
Die SLM beaufsichtigt die von ihr zugelassenen privaten Fernseh- und Hörfunkveranstalter sowie die in Sachsen ansässigen Telemedienanbieter mit ihren verfügbaren audiovisuellen Onlineangebot auf Beachtung der medienrechtlichen Anforderungen. Insbesondere überprüft sie, ob die Angebote der elektronischen Medien die gesetzlichen Bestimmungen zum Jugendmedienschutz, zur Werbung und zu den allgemeinen Programmgrundsätzen einhalten. Seit 2020 ist die SLM die im Freistaat Sachsen zuständige Aufsichtsbehörde über die Einhaltung der Bestimmungen des Telemediengesetzes. Hierzu gehört u. a. die Prüfung der vorgeschriebenen Anbieterkennzeichnung im Internet – der Impressumspflicht.
Für die SLM ist es essenziell, eine große Medienvielfalt zu erhalten und zu fördern. Daher ist es von Bedeutung, dass die Programme ausgewogen sind und alle wesentlichen Meinungsrichtungen zum Ausdruck kommen. Die Schaffung von möglichst optimalen Versorgungsbedingungen für die privaten kommerziellen und nichtkommerziellen Hörfunk- und Fernsehanbieter in Sachsen ist ein wichtiges Ziel der Förderpraxis der SLM. Darüber hinaus betreibt die SLM technische Infrastrukturförderung und unterstützt gezielt neue Rundfunktechnologien, um die Verbreitung von Radio- und Fernsehprogrammen zu verbessern.
Digitale Medien sind in allen Lebensbereichen von zentraler Bedeutung. Die SLM misst daher ihrer Aufgabe, Medienkompetenz der Bürgerinnen und Bürger zu fördern, einen hohen Stellenwert bei. Dabei konzentriert sie sich auf 15 Wirkungskreise, um eine Medienkompetenzförderung für ganz Sachsen zu ermöglichen.
Außerdem ist die SLM Herausgeber diverser Fachpublikationen, u. a. der Schriftenreihen der SLM und der Arbeitsgemeinschaft der mitteldeutschen Landesmedienanstalten (AML) sowie der Veröffentlichung des SLM-Jahresberichtes bis hin zu verschiedenen Publikationen und Reihen (Digitalisierungsbericht Audio und Video, Jahrbuch, Jugendschutz- und Medienkompetenzbericht, Vielfaltsbericht usw.), die sie gemeinsam mit den anderen Landesmedienanstalten in Deutschland herausgibt.
Unter dem Dach der Arbeitsgemeinschaft der Landesmedienanstalten (ALM/www.die-medienanstalten.de) wirkt die SLM auch bei der Gestaltung der bundesweiten Rundfunklandschaft mit.

## Organe
Gemäß § 27 Abs. 3 des Sächsischen Privatrundfunkgesetzes setzt sich die SLM aus folgenden Organen zusammen:
- Medienrat
- Versammlung

Der Medienrat ist das Entscheidungsorgan der SLM und besteht aus fünf Sachverständigen, die für eine Amtszeit von sechs Jahren gewählt werden. Der aktuell zusammengesetzte 6. Medienrat der SLM konstituierte sich im Juli 2023. Präsident des Medienrates ist Markus Heinker, Vizepräsidentin ist Katrin Kleeberg, die weiteren Sachverständigen sind Katja Röckel, Fabian Magerl und Thomas Neie.
Der Medienrat hat gemäß dem Sächsischen Privatrundfunkgesetz u. a. folgende Aufgaben: Entscheidungen über die Erteilung, die Rücknahme und den Widerruf von Zulassungen, Entscheidungen über Fragen von grundsätzlicher medienrechtlicher und medien- sowie standortpolitischer Bedeutung sowie Entscheidungen zur Sicherung der Meinungsvielfalt.
Das zweite Gremium der SLM ist die Versammlung, die sich derzeit aus 35 Mitgliedern zusammensetzt. Die Mitglieder der Versammlung werden von der Staatsregierung, den Landtagsfraktionen und den gesellschaftlich relevanten Organisationen in Sachsen entsandt; ihre Amtszeit beträgt sechs Jahre. Den derzeitigen Vorsitz der Versammlung hat Dawid Statnik inne.
Das Gremium nimmt gegenüber dem Medienrat Initiativrechte wahr und berät diesen bei seinen Entscheidungen. Zu ihren Aufgaben gehören die Beaufsichtigung der zugelassenen privaten Rundfunkveranstalter und deren Programme und die Bewertung hinsichtlich der Einhaltung der Programmgrundsätze und des Jugendmedienschutzes.
Ihre Empfehlungen an den Medienrat verfasst die Versammlung auf Grundlage ihrer Arbeit in den drei Ausschüssen. Dem Ausschuss Grundsatzfragen und Technik (AGT), dem Ausschuss Programm und Jugendschutz (APJ) und dem Ausschuss Medienkompetenz und Medienethik (AMM).
Am 7. Februar 2019 verkündete die SLM, dass der Medienrat den Geschäftsführer Martin Deitenbeck, der seit 2000 im Amt gewesen war, „mit sofortiger Wirkung“ abberufen habe. Zu den Gründen der Beendigung des Arbeitsverhältnisses wurde Stillschweigen vereinbart. Neuer Geschäftsführer der Sächsischen Landesmedienanstalt (SLM) ist seit 1. August 2020 Hardy Sieglitz.

## Finanzierung
Nach dem Rundfunkfinanzierungsstaatsvertrag beträgt der Finanzierungsanteil der SLM 1,8989 Prozent des Beitragsaufkommens Sachsens. Dieser Anteil wird auf Grundlage des Sächsischen Gesetzes zur Durchführung des Staatsvertrages über den Rundfunk im vereinten Deutschland vom 16. Oktober 2001 um 1.380.488 Euro gekürzt. Haushalts- und Wirtschaftsführung der SLM stehen unter der Kontrolle des Sächsischen Rechnungshofes.

## Wettbewerbe
In Kooperation mit dem Sächsischen Staatsministerium für Kultus und Sport und unter Schirmherrschaft des Sächsischen Ministerpräsidenten Michael Kretschmer verleiht die SLM außerdem seit 2006 den Medienpädagogischen Preis. Zwischen der SLM und dem Kultusministerium besteht eine Kooperationsvereinbarung, die darauf abzielt, die Medienkompetenz im Freistaat Sachsen nachhaltig zu fördern.
2010 wurde erstmals der „Sächsische Leistungspreis Lokal-TV“ ausgelobt, welcher besonders innovative Programminhalte von sächsischen Fernsehproduzenten auszeichnet.

## Mitgliedschaften
Die SLM ist Mitglied in der Arbeitsgemeinschaft der Landesmedienanstalten (ALM).
Die SLM ist Mitglied im Verein Programmberatung für Eltern e. V. FLIMMO ist eine Medienkompetenz-Initiative von Landesmedienanstalten und weiteren Partnern.
Des Weiteren ist die SLM Stifter. Die Sächsische Stiftung für Medienausbildung (SSM) wurde im März 2000 durch den MDR und der SLM errichtet. 

## Veranstaltungen
Die SLM ist neben der Thüringer Landesmedienanstalt, der Medienanstalt Sachsen-Anhalt, dem Mitteldeutschen Rundfunk sowie weiterer öffentlich-rechtlicher Rundfunkanstalten bzw. Tochterunternehmen, der Stadt Leipzig und der Mitteldeutschen Privatradios Mitglied in der Arbeitsgemeinschaft Medientage Mitteldeutschland e. V. (AG MTM). Der in Leipzig stattfindende zweitägige Medienkongress "Medientage Mitteldeutschland" versammelt jedes Jahr namhafte Akteure und Entscheider aus Medien, Politik, Wirtschaft und Wissenschaft.
Beim Filmfestival für Kinder und junges Publikum – Schlingel tritt die Sächsische Landesmedienanstalt als Mitveranstalter auf. Beim Schlingel werden eine Woche lang Kinder- und Jugendfilme gezeigt, die in den verschiedenen Wettbewerbskategorien antreten. Ziel des Chemnitzer Filmfestivals ist, Kindern und Jugendlichen eine Orientierung im „Mediendschungel“ zu geben.
Des Weiteren fördert die SLM im Rahmen von DOK Leipzig insbesondere den filmischen Nachwuchs. Seit 2013 besteht zwischen dem Ausrichter des DOK Leipzig und der SLM eine entsprechende Kooperationsvereinbarung. Die SLM unterstützt die medienpädagogischen Aktivitäten für Kinder und Jugendliche beispielsweise mit dem Programm der "DOK Spotters" und erweitert so das Festival mit ihrem Engagement um die Vermittlung aktiver Medienkompetenz.

## Medienkompetenz in regionalen Wirkungskreisen
Seit 1. Juli 2021 fördert die SLM Angebote zur Förderung von Medienkompetenz in 15 regionalen Wirkungskreisen in Sachsen. Das neue Fördermodell ermöglicht es, in ganz Sachsen wirksam zu werden.
Die Projektförderung hat eine Laufzeit von 30 Monaten. Sie schließt nahtlos an die Beauftragung der Sächsischen Ausbildungs- und Erprobungskanäle (SAEK) an, die bis zum 30. Juni 2021 an acht Standorten und mit einem mobilen SAEK in Sachsen aktiv waren und ihre Tätigkeit damit beendet haben.
Die neue Förderung in regionalen Wirkungskreisen dient dazu, erwachsenen Bürgerinnen und Bürgern in Sachsen eine breite Palette an bedarfsgerechten Angeboten bereitzustellen. Ihnen stehen künftig 15 regionale Ansprechpartner zur Verfügung, bei denen sie ihre medienbezogenen Kompetenzen erweitern können. Im Zentrum steht dabei ein kundiger, sicherer und kritischer Medienumgang. Ein weiterer Schwerpunkt ist die Förderung der Informations- und Nachrichtenkompetenz von Erwachsenen, um ihnen eine selbstbestimmte und aktive gesellschaftliche Teilhabe zu ermöglichen.
Darüber hinaus unterstützt die SLM im Rahmen der ergänzenden kulturellen Filmförderung sächsische Filmemacher. Gefördert werden Projekte im Kurzspiel-, Dokumentar- und Animationsfilmbereich.